# Región corporativa de Sangre Grande
Sangre Grande es una región de Trinidad y Tobago.

## Geografía
La región abarca parte de la isla Trinidad y limita al norte con el mar Caribe, al sur con la región de Mayaro-Rio Claro, al este con el océano Atlántico y al oeste con la región de Tunapuna-Piarco y Couva-Tabaquite-Talparo.

## Organización territorial
Consta de cuarenta y una localidades:
- Anglais Settlement
- Balandra
- Biche (parcial)
- Brooklyn Settlement
- Caigual
- Carmichael
- Coal Mine
- Coryal
- Cumaca
- Cumana
- Cumuto
- Cunaripo
- Fishing Pond
- Four Roads-Tamana
- Grand Riviere
- Guaico
- Guatopajaro
- Howsen Village
- L'Anse Noir
- Mahoe
- Manzanilla
- Maraj Hill
- Matelot
- Matura
- Melajo
- Mission
- Monte Video
- Morin Bay
- North Manzanilla
- Oropouche
- Plum Mitan
- Rampanalgas
- Salybia Village
- San Souci
- Sangre Chiquito
- Sangre Grande
- Tamana
- Toco
- Tompire
- Turure
- Valencia

## Demografía
Datos demográficos de la región de Sangre Grande:
| Gráfica de evolución demográfica de Mondongo entre 2000 y 2011 |
|                                                                |